# Nâves-Parmelan
Nâves-Parmelan [nav paʁməlɑ̃] ist ein Dorf und eine Gemeinde im französischen Département Haute-Savoie in der Region Auvergne-Rhône-Alpes.

## Geographie
Nâves-Parmelan liegt auf 640 m, etwa sechs Kilometer nordöstlich der Stadt Annecy (Luftlinie). Das ehemalige Bauerndorf erstreckt sich an aussichtsreicher Lage auf einer Geländeterrasse über dem Tal des Fier, am Alpenrand, am Fuß der Tête du Parmelan, im Genevois.
Die Fläche des 5,39 km² großen Gemeindegebiets umfasst einen Abschnitt des Genevois. Der zentrale Teil des Gebietes wird von einem Plateau eingenommen, das gegen Westen und Süden zum Tal des Fier abfällt. Dieser ist hier an seinem Austritt aus den Bornes-Alpen rund 150 m in die umgebenden Plateaus eingetieft. Die nördliche Grenze wird durch die Erosionsrinne eines kurzen Seitenbaches markiert. Nach Osten erstreckt sich das Gemeindeareal über einen bewaldeten Hang bis auf den schmalen Kamm der Montagne de la Cha, auf der mit 1278 m die höchste Erhebung von Nâves-Parmelan erreicht wird. Dieser Kamm bildet die südwestliche Fortsetzung der Tête du Parmelan.
Zu Nâves-Parmelan gehören einige Einzelhöfe. Nachbargemeinden von Nâves-Parmelan sind Villaz im Norden, Dingy-Saint-Clair im Osten sowie Annecy-le-Vieux im Südwesten.

## Geschichte
Das Gemeindegebiet von Nâves-Parmelan war bereits während der Römerzeit besiedelt. 
Erstmals urkundlich erwähnt wird Nâves im 14. Jahrhundert. Der Ortsname geht auf das gallische Wort nava (Schlucht, tiefes Tal) zurück. Im Jahre 1935 wurde die Gemeinde Nâves in Nâves-Parmelan umbenannt.

## Sehenswürdigkeiten
Die Dorfkirche von Nâves-Parmelan wurde im 19. Jahrhundert im Stil der Neugotik erbaut. Im Ortskern sind verschiedene Häuser im typischen savoyischen Baustil erhalten.

## Bevölkerung
| Jahr                       | 1962 | 1968 | 1975 | 1982 | 1990 | 1999 | 2006 |
| Einwohner                  | 268  | 270  | 359  | 520  | 719  | 862  | 868  |
| Quellen: Cassini und INSEE |      |      |      |      |      |      |      |

Mit 1001 Einwohnern (Stand 1. Januar 2022) gehört Nâves-Parmelan zu den kleinen Gemeinden des Département Haute-Savoie. Im Verlauf des 19. und 20. Jahrhunderts nahm die Einwohnerzahl aufgrund starker Abwanderung kontinuierlich ab (1861 wurden in Nâves-Parmelan noch 430 Einwohner gezählt). Seit Beginn der 1970er Jahre wurde jedoch dank der attraktiven Wohnlage und der Nähe zu Annecy wieder eine markante Bevölkerungszunahme verzeichnet. Außerhalb des alten Ortskerns wurden zahlreiche Einfamilienhäuser errichtet.

## Wirtschaft und Infrastruktur
Nâves-Parmelan war lange Zeit ein vorwiegend durch die Landwirtschaft geprägtes Dorf. Heute gibt es verschiedene Betriebe des lokalen Kleingewerbes. Ansonsten hat sich das Dorf zu einer Wohngemeinde entwickelt. Viele Erwerbstätige sind Wegpendler, die im Raum Annecy ihrer Arbeit nachgehen.
Die Ortschaft liegt abseits der größeren Durchgangsstraßen an einer Departementsstraße, die von Annecy-le-Vieux nach Thorens-Glières führt. Weitere Straßenverbindungen bestehen mit Dingy-Saint-Clair und Villaz. Der nächste Anschluss an die Autobahn A41 befindet sich in einer Entfernung von rund 8 km.